# Rosellinia pyramidalis
Rosellinia pyramidalis är en svampart som beskrevs av Lar.N. Vassiljeva 1998. Rosellinia pyramidalis ingår i släktet Rosellinia och familjen kolkärnsvampar.   Inga underarter finns listade i Catalogue of Life.